# Lindry
Lindry es una localidad y comuna francesa situada en la región de Borgoña, departamento de Yonne, en el distrito de Auxerre y cantón de Toucy.

## Geografía
Es un municipio periurbano situado a 8 km al oeste de Auxerre.

## Demografía
| 948 | 1 010 | 990 | 1 057 | 1 200 | 1 133 | 1 218 | 1 252 | 1 238 | 1 199 | 1 215 | 1 215 | 1 193 | 1 150 | 1 072 | 985 | 933 | 931 | 883 | 781 | 673 | 659 | 597 | 568 | 538 | 561 | 522 | 521 | 581 | 814 | 906 | 950 | 1 176 |
| Para los censos de 1962 a 1999 la población legal corresponde a la población sin duplicidades (Fuente: INSEE [Consultar]) |       |     |       |       |       |       |       |       |       |       |       |       |       |       |     |     |     |     |     |     |     |     |     |     |     |     |     |     |     |     |     |       |